# Diplacanthus
Diplacanthus is een geslacht van uitgestorven stekelhaaien, dat leefde in het Midden- tot Laat-Devoon.

## Beschrijving
Deze 10 cm lange vis had een vrij hoog lichaam, dat naar achter toe steeds smaller werd en eindigde in een krachtige staart. Het dier had twee rug- en twee borstvinnen, die ondersteund werden door stekels. Tussen de stekels aan de onderzijde van het lichaam bevonden zich nog twee paar extra stekels.

## Leefwijze
Deze vis leefde in ondiepe meren.

## Classificatie
Het geslacht werd in 1843 benoemd door Louis Agassiz. Het werd vroeger beschouwd als behorend tot de Climatiformes, maar werd recentelijk opnieuw ingedeeld bij de Diplacanthiformes, waarin het verenigd is met onder andere Rhadinacanthus, Uraniacanthus en Culmacanthus. Diplacanthiformes waren wijdverspreid tijdens het Midden- en vroeg Laat-Devoon. Ze zijn het best vertegenwoordigd in het Midden-Devoon, door gelede fossielen, vinstekels en overvloedige schubben, de laatste vooral uit Noord-Europa.
In een laatste revisie van het geslacht Diplacanthus werd een groot aantal soorten uit Europa synoniem gemaakt met eerdere Schotse soorten, en ook deze werden opnieuw omschreven. Diplacanthus crassisimus kreeg voorrang op Diplacanthus striatus als naam van het typespecimen. Diplacanthus longispinus werd heringedeeld als Rhadinacanthus longispinus, waartoe ook Diplacanthus horridus Woodward en Diplacanthus ellsi behoorden. Diplacanthus tenuistriatus en Diplacanthus kleesmentae bleven echter behouden. Niet-Laurussische soorten zoals Diplacanthus acus uit Zuid-Afrika werden in dit overzicht buiten beschouwing gelaten.
Diplacanthus acus wordt beschreven aan de hand van een bijna complete afdruk van het gehele lichaam die in 1999 werd ontdekt tijdens wegwerkzaamheden in de Waterloo Farm Lagerstätte in Zuid-Afrika. Het type-exemplaar van Diplacanthus acus is ongeveer 100 millimeter lang en heeft uitzonderlijk lange en dunne geribde stekels. De tussenliggende stekels zijn daarentegen extreem gereduceerd. Bijzonder is dat de contouren van de meeste vinnen volledig bewaard zijn gebleven.
Diplacanthus wordt meestal geassocieerd met afzettingen die traditioneel als zoetwater worden geïnterpreteerd. Waterloo Farm wordt echter geïnterpreteerd als van estuariene oorsprong, net als de Canadese Miguashaia Lagerstätte waaruit twee soorten Diplacanthus zijn beschreven. De beschrijving van Diplacanthus acus is de eerste vermelding van een diplacanthus uit het Famennien, terwijl eerder gedacht werd dat Diplacanthus aan het eind van het Frasnien was uitgestorven.

## Soorten
- D. acus Gess, 2001
- D. crassisimus Duff, 1842 (type species)
- D. gravis? Valiukevičius, 1986
- D. kleesmentae? Valiukevičius, 1988
- D. poltnigi? Valiukevičius, 2003
- D. solidus? Valiukevičius, 1986
- D. tenuistriatus Traquair, 184

## Vondsten
Fossielen van deze vis werden gevonden in Europa.